# Françoise-Louise de Warens

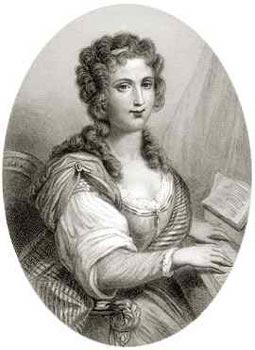
Françoise-Louise de Warens

Françoise-Louise de Warens (ur. 31 marca 1699 w Vevey, Szwajcaria, zm. 29 lipca 1762 w Chambéry, Sabaudia) – protektorka i kochanka Jana Jakuba Rousseau.

## Życiorys
Urodziła się w Vevey w Szwajcarii, w rodzinie protestanckiej, jako Louise Éléonore de la Tour du Pil. Matka jej zmarła podczas porodu, Louise wychowywana była przez ojca. Bardzo młodo wyszła za mąż za barona M. de Warensa, małżeństwo to jednak nie było udane. Françoise-Louise uciekłszy od męża wyemigrowała do Sabaudii, gdzie oddała się pod opiekę księcia Wiktora Amadeusza i osiedliła się w Annecy.
W 1726 Madame de Warens po przejściu na katolicyzm i uzyskaniu unieważnienia małżeństwa została specjalnym agentem opłacanym przez Królestwo Sardynii kwotą dwóch tysięcy franków rocznie. Jej zadaniem było rozpowszechnianie katolicyzmu wśród protestanckiej ludności pogranicza francusko-szwajcarskiego. Przeważnie zachętą do konwersji była udzielana przez panią de Warens pomoc materialna.
Z szesnastoletnim wówczas Janem Jakubem Rousseau (1712-1778) los zetknął ją w Niedzielę Palmową w 1728 roku. Rousseau, prowadzącego wtedy włóczęgowski tryb życia skierował do niej proboszcz z Confignon w Sabaudii. Z inicjatywy Louise de Warens Rousseau trafił do przytułku w Turynie, gdzie został ochrzczony, jednak jego nadzieje na dostatnie życie po przejściu na katolicyzm nie spełniły się. Po ceremonii otrzymał niewielką zapomogę i pozostawiono go samemu sobie. Rousseau postanowił więc wrócić do Annecy, pod skrzydła swojej protektorki. Mieszkał u niej z krótszymi bądź dłuższymi przerwami jeszcze przez kilkanaście lat, będąc jej kochankiem. Dopiero kiedy dobiegał już trzydziestki, w 1741 wyjechał z jej podupadającego finansowo domu na stałe do Paryża.
Françoise-Louise de Warens odegrała w życiu Jana Jakuba Rousseau bardzo ważną rolę. Dała mu podwaliny wykształcenia, zaspokoiła też jego młodzieńczą potrzebę miłości. Rousseau nigdy jej nie zapomniał, czemu daje wyraz w swoich Wyznaniach.
Kiedy w 1762, po powrocie z Anglii Rousseau wędrując po Francji i Szwajcarii zapragnął odwiedzić swoją, jak ją nazywał, Maman, dowiedział się, że pani de Warens zmarła w ubóstwie w lipcu tego samego roku.